# João Martins de Souza
João Martins de Souza (Laguna, 11 de maio de 1820 – Gravatal, 7 de novembro de 1891) foi um imigrante português, um dos primeiros moradores a se estabelecer no atual município de Gravatal, Santa Catarina.
Filho de José Martins Gallego e Severina Clara de Jesus, neto paterno de Francisco Martins Gallego e Maria da Conceição dos Anjos, açorianos, e neto materno de André Ignácio de Souza e Joanna Clara de Jesus, naturais da Freguesia da Lagoa da Conceição. Casou com Thomázia Anna de Jesus (1823 – Gravatal, 7 de novembro de 1904) na cidade de Tubarão, em 20 de novembro de 1841. Em 1842 compraram terras em Gravatal, onde João começou a oferecer canoas para o transporte de mercadorias pelo porto de Gravatal, do qual era proprietário.
João e Thomázia tiveram doze filhos, dos quais descende grande prole:
1. Maria Thomazia de Jesus
2. Manoel João Martins
3. Thomaz Martins de Souza
4. Antônio Martins de Souza
5. Anna Thomazia de Jesus
6. Bernardina Thomazia de Jesus
7. Maria Virginia de Souza
8. Guilhermina Thomazia de Jesus
9. José Martins de Souza (Gravatal, 1862 – 4 de setembro de 1959). Herdou de seu pai o porto, razão pela qual foi dono de bodega e de um paiol, para guardar os mantimentos
10. Pedro Martins de Souza
11. Joaninha Martins de Souza
12. Clarinda Martins de Souza